# Новосибирский речной трамвай
Новосибирский речной трамвай (или речной автобус) представляет собой систему пассажирского городского водного транспорта в Новосибирске, осуществляющего пассажирские речные перевозки в пределах городской черты.

## История
Появление городского водного транспорта в Новосибирске было обусловлено необходимостью перемещения людей с одного берега Оби на другой. Городской перевоз через Обь принадлежал Кабинету и сдавался в аренду (в 1905—1910 гг.). В июле 1910 года город приобрёл в собственность стосильный пароход, названный «Новониколаевском», и баржи для организации постоянной переправы с левого берега на правый. До 1917 года перевоз приносил городу ежегодный доход до пяти тысяч рублей. В 1919 году «Новониколаевск» был заменён пароходом «Братья», а переправа — со специально устроенными причалами и расписанием рейсов — просуществовала до наведения понтонного и появления Коммунального мостов.
После введения в эксплуатацию Коммунального моста необходимость в паромной переправе окончательно отпала. Однако возникшая приблизительно в этот же период потребность в доставке значительного количества жителей города к их дачным участкам, находящимся в долине Оби, доступ к которым сухопутными видами транспорта в то время был невозможен или крайне затруднён, придала новый стимул к развитию водного транспорта в Новосибирске. В середине 1970-х годов были введены в строй скоростные суда на подводных крыльях — «Метеоры», «Восходы», «Ракеты», и глиссирующая «Заря».
В дальнейшем развитие различных видов сухопутного транспорта привело к снижению пассажиропотока и закрытию маршрутов на городском речном транспорте (аналогичные процессы происходили также в пригородном и междугородном сообщении).

## Перевозчики
По состоянию на 2021 год единственным предприятием, осуществляющим регулярные пассажирские перевозки по Оби в пределах черты города Новосибирска, является общество с ограниченной ответственностью «Речфлот», зарегистрированное 14 ноября 2014 года.

## Эксплуатируемые суда
Для осуществления пассажирских перевозок по Оби в пределах черты города Новосибирска используются речные теплоходы типа «Москва».

## Маршруты
Маршруты речного трамвая в Новосибирске не имеют нумерации. Перевозки осуществляются в период навигации, которая, как правило, открывается в конце апреля или в начале мая и закрывается в конце сентября или в начале октября.
Действующие маршруты:
- Речной вокзал — Бугринский пляж — Остров Кораблик

Этот маршрут является единственным регулярным способом доставки людей на остров Кораблик, поскольку никакой другой общественный транспорт (как водный, так и сухопутный) на остров не ходит. С 2020 года теплоходы, следующие по данному маршруту, делают промежуточную остановку на пляже рядом с Бугринской рощей.
- Речной вокзал — Аквапарк

Маршрут был запущен в 2018 году. Из-за того, что новосибирский аквапарк вследствие тянущегося спора хозяйствующих субъектов приостановил свою работу с 25 января 2021 года, перевозчик не стал включать данный маршрут в план навигации 2021 года.
- Речной вокзал — Северо-Чемской жилмассив — СНТ "Смородинка" — СНТ "Тихие зори"

Действует с 1 августа 2021 года. Связывает садоводческие некоммерческие товарищества, расположенные в Краснообске, Северо-Чемской жилмассив и Речной вокзал. В случае востребованности маршрут будет запущен и в 2022 году с начала навигационного сезона.